# Víctor Bignon
Víctor Eduardo Bignon Guzmán (ur. 7 września 1925 w Santiago, zm. 27 października 2007 tamże) − chilijski bokser, olimpijczyk.
W 1951 roku zdobył srebrny medal igrzysk panamerykańskich. W finale pokonał go Argentyńczyk Jorge Vertone.